# Мингетти, Марко
Марко Мингетти (итал. Marco Minghetti; 18 ноября 1818, Болонья — 10 декабря 1886, Рим) — итальянский политик, экономист, государственный деятель, писатель и журналист.

## Биография
Марко Мингетти родился в городе Болонья 18 ноября 1818 года, где приобрел известность в качестве либерального журналиста.
В 1847 году Папа Римский Пий IX сделал его членом «Consultà» (государственного совета), созванного в Риме, а 14 марта 1848 года Марко получил портфель публичных работ в кабинете кардинала Антонелли, но в уже апреле вышел в отставку вместе со всем кабинетом, как только папа повернул на дорогу реакции и высказался против войны с Австрией.
Мингетти был избран депутатом в римское собрание, но отказался от полномочий и уехал в Пьемонт, где поступил на время войны в военную службу.
В 1859 году Камилло Бензо ди Кавур назначил Марко генеральным секретарем в министерстве иностранных дел.
После Виллафранкского мира Марко вышел в отставку (вместе с Кавуром) и уехал в Болонью, где принял участие в движении за присоединение к Пьемонту, а когда оно совершилось, то отправился в Турин в качестве депутата от родного города.
В 1860 году он получил портфель министра внутренних дел в кабинете Кавура, а после его смерти явился наиболее даровитым из вождей бывшей его партии. Он сохранил свой портфель в кабинете Беттино Рикасоли, потом был министром финансов в кабинете Фарини, после отставки которого (в марте 1863 года) составил свой кабинет министров.
Продолжая политику сближения с Францией, Мингетти заключил с ней договор, которым Франция обязывалась очистить Рим, а Италия — навсегда отказаться от него и перенести столицу из Турина во Флоренцию. Всеобщее недовольство, вызванное этим договором, привело к падению кабинета министров Мингетти в сентябре 1864 года, причем за отставку почти единогласно проголосовали, как «правые», так и «левые» партии.
Мингетти вновь назначен министром (сельского хозяйства) в третьем министерстве Менабреа (1869). К этому времени его симпатии в области иностранной политики настолько изменились, что главным образом благодаря его противодействию не удался союз Наполеона III с Италией против Пруссии.
В период с 1870 по 1873 год Марко был послом Италии в столице Австрии, а после падения кабинета Ланцы-Селлы ему было поручено сформировать кабинет, в котором он взял себе министерство финансов.
Мингетти удалось посредством разных полумер составить бездефицитный бюджет, но не удалось приступить к отмене принудительного курса. При нём значительная часть железных дорог перешла в государственную собственность. В 1876 году он уступил место Депретису и занял место на скамьях правой партии, с которых первое время руководил оппозицией правительству, а потом понемногу стал его поддерживать и в 1885 году, противореча самому себе, вотировал за обратную передачу железных дорог (на 60-летний срок) в управление частных компаний.
Марко Мингетти принадлежал к числу лучших ораторов итальянской палаты. В его взглядах совершился переворот, находившийся в связи с таковым же переворотом в идеях крупной итальянской буржуазии. Сперва он выступил сторонником либеральных идей в политической экономии, решительным сторонником свободной торговли и конкуренции, но постепенно идеи его в области политики делались более консервативными, в области же экономики он подвергся значительному влиянию исторической школы. Однако в теоретическом мировоззрении Марко во многом остался верен своим первоначальным воззрениям, и его последний крупный труд о гражданине и государстве проникнут духом индивидуализма. В системе доказательств видно сильное влияние Герберта Спенсера; книга защищает идею возможно меньшего вмешательства государства в дела личности, хотя и делает некоторые оговорки.
Марко Мингетти скончался 10 декабря 1886 года в Риме.
8 сентября 1895 года, в годовщину взятия Рима, Мингетти (равно как Кавуру, Джузеппе Гарибальди и некоторым другим) в итальянской столице был открыт памятник.